# 404
Năm 404 là một năm trong lịch Julius.